# 874 (numero)
Ottocentosettantaquattro (874) è il numero naturale dopo l'873 e prima dell'875.

## Proprietà matematiche
- È un numero pari.
- È un numero composto con 8 divisori: 1, 2, 19, 23, 38, 46, 437, 874. Poiché la somma dei suoi divisori (escluso il numero stesso) è 566 < 874, è un numero difettivo.
- È un numero sfenico.
- È un numero malvagio.
- È un numero intero privo di quadrati.
- È un numero felice.
- È un numero di Harshad nel sistema numerico decimale, cioè è divisibile per la somma delle sue cifre.
- È un numero ettagonale.
- È parte delle terne pitagoriche (168, 874, 890), (874, 8280, 8326), (874, 10032, 10070), (874, 190968, 190970).

## Astronomia
- 874 Rotraut è un asteroide della fascia principale del sistema solare.
- NGC 874 è un galassia spirale della costellazione della Balena.

## Astronautica
- Cosmos 874 è un satellite artificiale russo.